# Ariston von Chios
Ariston von Chios war ein antiker griechischer Philosoph. Er stammte aus Chios und wirkte um 250 v. Chr.
Ariston war Schüler Zenons von Kition und gehörte zu den Begründern der stoischen Philosophie. Der Name stammt von der Vorhalle der athenischen Agora (griechisch στοά ποικίλη „bemalte Vorhalle“), die den Stoikern als erster Treffpunkt diente. Die stoische Philosophie geht von der Überzeugung aus, dass Emotionen wie Neid und Zorn aus Fehleinschätzungen entstehen. Es wurde intellektuelle und moralische Vollkommenheit angestrebt und mit der Gemütsruhe identifiziert (Apathie, Autarkie, Ataraxie einschließend). Zu Aristons wichtigsten Schülern gehörte Eratosthenes.
Besonderheit von Aristons Lehre war, dass er die indifferenten Dinge (adiaphora) nicht wie die meisten Stoiker doch noch zumindest nach ihrer Naturgemäßheit für besser oder schlechter erachtete (prohairesis), sondern wirklich als gänzlich indifferent betrachtete.